# Saltador de toro cretenc
El saltador de toro minoic és un grup de bronze d'un toro i un saltador que es pot veure al Museu Britànic. És l'única escultura de tres dimensions coneguda que està sencera i que representa un saltador de toro minoic. Encara que saltar sobre un toro és una activitat que ocorria a Creta en aquesta època (taurocatàpsia), el salt representat és pràcticament impossible d'executar i s'ha especulat per tant sobre si l'escultura podria ser una representació exagerada. Aquesta especulació ha estat sostinguda pels testimoniatges de saltadors actuals de França i Espanya.

## Descripció

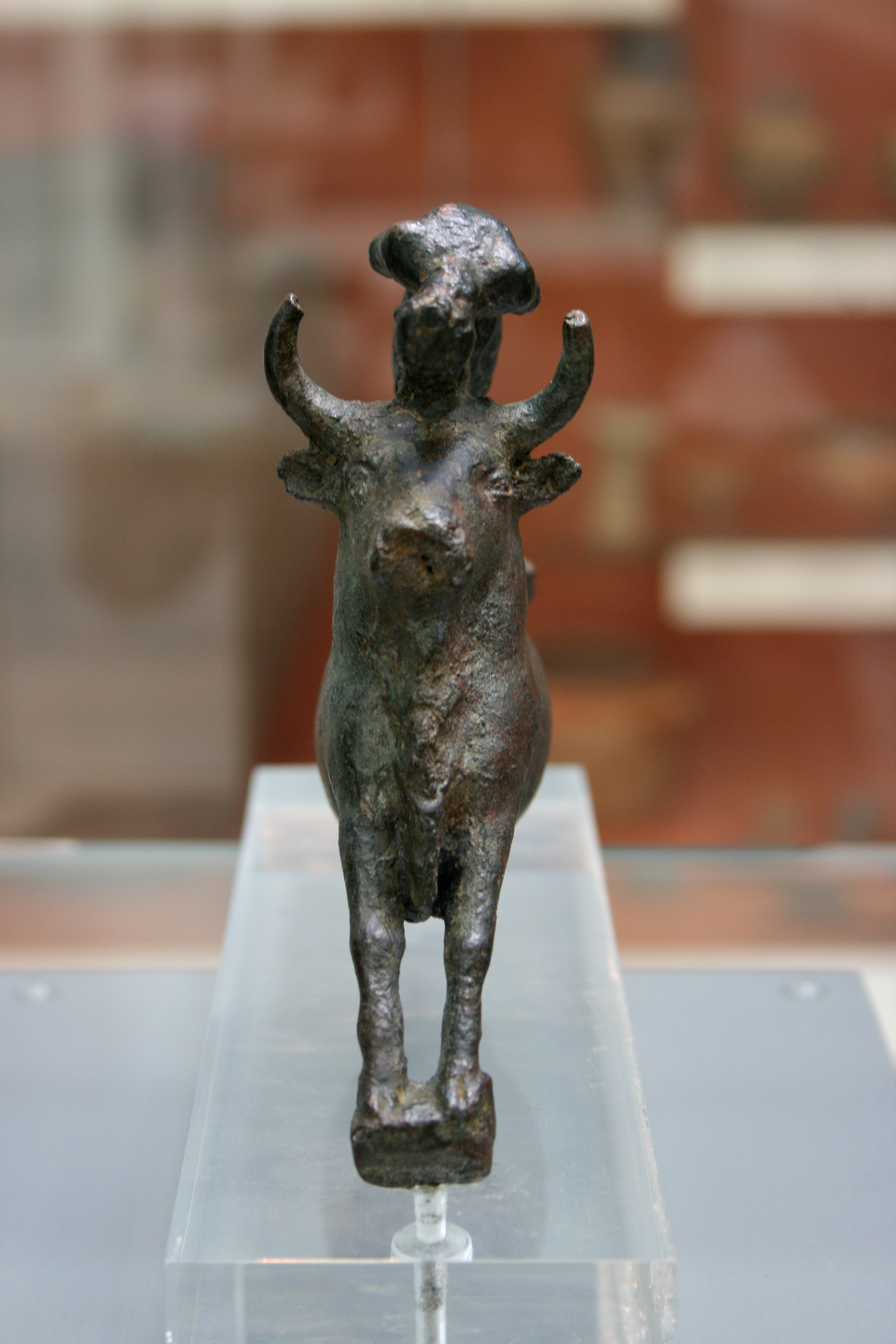
El saltador de toro minoic pres des del front.

El grup va ser modelat en un sol motlle usant la tècnica de cera perduda. L'homogeneïtat del grup va quedar demostrada en analitzar la composició del bronze del toro i saltador: ambdues contenen sobre 96% de coure i 1,5% d'estany, amb un 1% de zinc. La petita quantitat d'estany en l'aliatge dificultarien que el bronze omplís el motlle, la qual cosa dona com a resultat perdre les cames inferiors del saltador, i probablement els braços. Estilísticament, el grup és coherent, ja que l'esquena arquejada del saltador reflecteix la postura del vol al galop del toro.